# Пистолет Макаров (ПМ)
Пистолет Макаров (ПМ) е съветски полуавтоматичен (самозаряден) пистолет, разработен от оръжейния конструктор Николай Макаров през 1948 година. Служи във въоръжените сили и органите на вътрешния ред на СССР, по-късно Русия, целия социалистически блок (в т.ч. и България), както и други държави от съветската зона на влияние. На места е на въоръжение и до наши дни.

## История
ПМ е създаден в резултат на конкурс за разработка на лично оръжие, предназначено за офицерския състав на Червената армия. Комитетът по отбраната посочва в условията на конкурса, че трябва да се използва нов патрон, а именно създадения от Борис Сьомин (на руски: Б. В. Сёмин) патрон 9×18 mm (който трябва да замени използвания дотогава 7,62 mm) и схема със свободен затвор. Въпреки че патронът се определя като 9 mm, той е 9,25 mm. Поставените условия са спазени от Николай Фьодорович Макаров, който през 1948 г. печели конкурса. ПМ се откроява от своите конкуренти с простота на конструкцията (съставен е от малко на брой подвижни части), икономичност, лесна изработка и ефективност в бой. Първоначално се произвежда от Ижевския машиностроителен завод. Остава на въоръжение в полицията и армията на СССР и Русия. Изместен е от по-новите модели пистолети – PQ, ППМ, ГШ-18, ПММ (Модифицирана версия на ПМ) и др., но и до днес се използва в много страни като основно оръжие на армейски и полицейския състав. На въоръжение е в 12 държави-страни от Варшавския договор, ОНД, Китай и развиващите се държави. Модификации на ПМ се произвеждат в Русия и България и до днес.

## Конструкция
В конструкцията на пистолета е използвана схемата от немския Walther PP/Валтер ПП. Автоматиката действа на основата на отката на свободния затвор-кожух, напълно обхващащ цевта. В първите произведени пистолети спусъкът има твърде голям свободен ход и обирането му при скоростна стрелба води до завишаване разсейването на изстрелите. Впоследствие този недостатък е отстранен. В сравнение с изходния Walther PP, предпазителят на ПМ е променен. Макаров счита, че е по-естествено за работата на китката на ръката изключването на предпазителя да става чрез завъртане с палеца надолу. Опростените мерни прибори са разчетени за стрелба до 50 m. Наклонът на ръкохватката е 102 градуса. Конструкцията на ПМ включва 25 елемента.
Плавността на линиите на външните детайли придава на пистолета удобна форма. Той е прост за боравене, високо надежден, с ниски за калибъра си тегло и размери. Намаляването на размерите води до снижаване на бойните качества на пистолета. Скъсената до 93 mm. цев и сравнително маломощния патрон обуславят ниската точност и групираност на стрелбата, дори и при близки разстояния. Табличният радиус на разсейване е 0,16 m. на дистанция от 50 m.

## Модификации

### СССР
- Пистолет Макаров (ПМ)
- ТКБ-023 – ПМ с полимерна рама

### Руска федерация
- ПММ (пистолет Макаров модернизиран, индекс ГАУ – 56-А-125М)[1]
- Байкал 442 Спортен пистолет (9x18 mm, 8, 10 или 12 патрона)
- ИЖ70 (търговски вариант, с пълнител от 8 патрона, приклад от ПММ)
- ИЖ70-17A (.380 ACP, пълнител 8 патрона, регулируем прицел)
- ИЖ70-17AS (.380 ACP, пълнител 8 патрона, регулируем прицел, хромирана рама)
- ИЖ70-17AH (.380 ACP, HiCap, регулируем прицел)
- ИЖ70-18A (9 x 18 mm, пълнител 8 патрона, регулируем прицел)
- ИЖ70-18AS (9 x 18 mm, пълнител 8 патрона, регулируем прицел, хромирана рама)
- ИЖ70-18AH (9 x 18, HiCap, търговска версия, регулируем прицел)
- ИЖ-71 служебен пистолет (9 x 17, пълнител 8 патрона, постоянен прицел)[2]
- ИЖ-71-100 служебен пистолет (9 x 17, пълнител 10 патрона, постоянен прицел)
- MP-448 „Скиф“[3]
- MP-471 – служебен травматичен пистолет (версия под патрон 10х23 мм с травматическо действия)[4]
- ИЖ-79-9Т – травматичен пистолет (версия под патрон 9х22 мм с травматическо действия)

- MP-79-9TM – травматичен пистолет (версия под патрон 9х22 мм с травматическо действия)

- MP-80-13T – травматичен пистолет (версия под патрон .45 Rubber с травматическо действия)
- ИЖ-79-8 (Индекс ГРАУ – 6П42, газов пистолет калибър 8 mm)
- ИЖ-79-9 (газов пистолет калибър 9 mm)
- Байкал МР-654К (пневматичен – балон с CO2, 4,5 мм BB, реплика на ПММ)

- Байкал MP654KS (хромиран MP654K)

### Китай
- Type 59 (Военна версия)
- Norinco Sporting Pistol (Версия за износ)

### ГДР/Германия
- Pistole M (калибър 9x18 mm, стандартен)
- Pistole Mk (калибр .380 ACP, експериментален вариант)
- Simson-Suhl Makarov (произвежда се и след обединението на Германия)

### България
Произвеждан е в оръжеен комбинат Арсенал, като заводът има бивш секретен индекс отпреди 1990 г. „завод 10“ – „Factory 10“.
- „Factory 10“ (9x18 mm, военна версия)
- „Factory 10“ (хромиран, предназначен за флота)
- Miltex Special Edition (SE) (9x18 mm, със специална полировка)
- Miltex SE Sporting Pistol (калибър 9x18 мм и .380 ACP, полиран или хромиран)
- Arsenal Brand Sporting Pistol (Достъпен в калибри 9x18 mm, .380 ACP)